# Ісмарус (міфологія)
Ісмарус або Ісмарос (дав.-гр. Ἴσμαρος, англ. Ismarus) — легендарний правитель Тракії, відомий з давньогрецької міфології, син короля Тракії Евмольпа.

## Життєпис
У давньогрецькій міфології Ісмарус був сином короля Тракії Евмольпа (сина Посейдона та Хіони доньки Борея) і матері - доньки Бентесікіми. 

Ісмарус народився до того, як Евмольп став правителем Тракії. Виховувся при королівському дворі Бентесікіми. Однак Евмольп закохався у одну зі сестер своєї дружини і був вигнаний разом з Ісмарусом. Вони вдвох знайшли притулок у Тракійського володаря Тегирія, а Ісмарус одружився з донькою правителя.

Однак і звідти Евмольп був змушений втекти, оскільки виявилося, що він брав участь у змові проти Тегирія, і знайшов притулок в Елефсіні. 

Але коли Ісмарус помер молодим, Евмольп був переведений до Тракії Тегирієм, з яким він примирився і змінив його на троні за заповітом самого Тегирія. 
Ісмарус дав своє ім'я фракійському місту Ісмарус, столиці кіконів, згаданому в Одіссеї, а також горі Ісмарус.
Пізніше був відомий ще один Ісмарус - син фіванця Астаха, брат Меланіппа, Леада та Амфідіка.